# Polarización eléctrica
En el electromagnetismo clásico, la polarización eléctrica (también llamada densidad de polarización o simplemente polarización) es el campo vectorial que expresa la densidad de los momentos eléctricos dipolares permanentes o inducidos en un material dieléctrico. El vector de polarización P se define como el momento dipolar por unidad de volumen. La unidad de medida en el SI es coulomb por metro cuadrado (C/m²).
La polarización eléctrica es uno de los tres campos eléctricos macroscópicos que describen el comportamiento de los materiales. Los otros dos son el campo eléctrico E y desplazamiento eléctrico D.

## Planteamiento
En estas condiciones, las moléculas de esta sustancia están distribuidas al azar, como se representa en la figura A. Al acercar a este dieléctrico un cuerpo electrizado (por ejemplo, con carga positiva), la carga de este último actuará sobre las moléculas del aislante, haciendo que se orienten y alineen en la forma indicada en la figura B. Cuando esto sucede, se dice que el dieléctrico está polarizado.
La figura C muestra que el efecto final de esta polarización consiste en la aparición de cargas negativas y positivas distribuidas tal como se ve en la ilustración. Obsérvese que aun cuando la carga total del dieléctrico es nula, la polarización hace que se manifiesten cargas eléctricas de signos opuestos de manera similar a lo que sucede cuando se carga un conductor por inducción.
Si el dieléctrico estuviese constituido por moléculas apolares, se observaría el mismo efecto final, ya que con la aproximación del cuerpo electrizado, las moléculas se volverían polares y, por consiguiente, se alinearían como se muestra en la figura B.